# Philoliche lineatithorax
Philoliche lineatithorax är en tvåvingeart som först beskrevs av Austen 1912.  Philoliche lineatithorax ingår i släktet Philoliche och familjen bromsar.
Artens utbredningsområde är Zambia. Inga underarter finns listade i Catalogue of Life.